# Mariakani
Mariakani es una localidad de Kenia, con estatus de villa, perteneciente al condado de Kilifi.
Se sitúa unos 35 kilómetros al noroeste de Mombasa, en el límite con el condado de Kwale.

## Demografía
Mariakani dispone de 89 321 habitantes de la villa se reparten así en el censo de 2009, la mayoría de los cuales vive en las áreas rurales que rodean al núcleo principal.
- Población urbana: 24 055 habitantes (12 133 hombres y 11 922 mujeres)
- Población periurbana: no hay población periurbana en esta villa
- Población rural: 65 266 habitantes (31 290 hombres y 33 976 mujeres)

## Transporte
Se sitúa sobre la carretera A109, que une la capital nacional Nairobi con la importante ciudad portuaria de Mombasa. Al noreste sale la carretera C107, que lleva a las playas situadas entre Mombasa y Malindi a través de la carretera costera B8.